# Petit-duc de Palawan
Otus fuliginosus
Espèce
Statut de conservation UICN

 LC  : Préoccupation mineure
Statut CITES
Le Petit-duc de Palawan (Otus fuliginosus) est une espèce d'oiseaux de la famille des Strigidae.

## Répartition
Cet oiseau est endémique des Philippines, où elle vit dans les forêts pluviales de Palawan.